# Jaranwala
Jaranwala (urdu جڑانوالہ, pangiabi جڑانوالا) è una città del Pakistan della provincia del Punjab, con una popolazione di 150 380 abitanti (2017). Ubicata nella parte settentrionale della grande pianura formata dall'Indo e più esattamente nella valle del suo affluente Chenab e del Ravi affluente di quest'ultimo, si trova tra due grandi città, Faisalabad (circa 40 km a ovest) e Lahore (circa 100 km a est).

## Storia
Secondo la leggenda sul luogo dove sarebbe sorta la città si trovavano uno o più grandi baniani (Ficus bengalensis) con molte radici pendenti. Il nome Jaranwala deriva infatti dalle parole pangiabi jaran (radici) e wala (luogo).
L'inizio della storia della città può essere fatto risalire a Dara Shikoh (1615-1659), uno dei figli del sovrano moghul Shah Jahan, che vi costruì un palazzo usato come residenza di caccia da lui e da altri membri della dinastia. Resti del palazzo sono tuttora visibili in città.
La città attuale fu fondata dal governo britannico nel 1908 e inaugurata l'anno seguente.